# 마곡

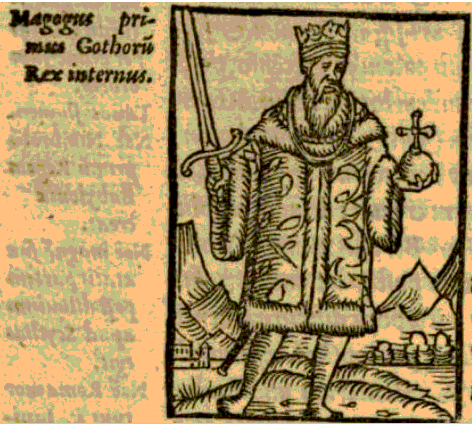
요하네스 마그누스의 《Historia de omnibus Gothorum Sueonumque regibus》(1554년판)에 실린 마곡을 스웨덴의 초대 왕으로 묘사한 삽화

마곡(Magog, /ˈmeɪɡɒɡ/; 히브리어: מָגוֹג‎ Māgōg, 티베리아 히브리어: he; 고대 그리스어: Μαγώγ Magṓg[*])은 창세기의 열국 지표에 언급된 야벳의 일곱 아들 중 두 번째 아들이다.
어원은 명확하지 않으며, 인물, 부족, 또는 지리적 실체(국가 또는 도시)를 나타내는 이름으로도 사용된다. 에제키엘서에서 이교도인 마곡 백성은 "세상의 북쪽"에 살며, 은유적으로 악의 세력을 나타내어 묵시록적 전통과 관련된다.

## 어원
마곡이라는 이름의 기원은 불분명하다. 이는 아카드어의 "맛 구기"(mat Gugi)에서 유래했을 것으로 추측되는데, 이는 "곡의 땅" 즉 리디아의 기게스의 땅을 의미한다.

## 성경에서
마곡은 주로 "마곡 땅의 곡 곧 메섹과 두발의 로스와 메섹과 두발의 왕"을 언급하는 에제키엘 38장과 39장과 관련하여 묵시록적 전통과 자주 연관된다 (에제키엘 38:2). 이 언급을 바탕으로 "곡과 마곡"은 시간이 흐르면서 한 쌍으로 함께 연관되었다. 신약성경에서는 이 쌍이 요한의 묵시록 20장 8절에 나타나는데, 이 경우 그들은 단지 하나님의 원형적인 적을 비유적으로 나타낼 수도 있다.

## 고대 및 중세의 관점
플라비우스 요세푸스는 야벳의 아들 마곡을 스키타이인, 즉 흑해 북부 민족의 조상으로 언급한다. 그에 따르면, 그리스인들은 스키타이를 마고기아라고 불렀다. 에제키엘 38장에 부족 이름이 나열된 순서를 검토하여 도출된 대안적인 식별은 "마곡을 카파도키아와 메디아 사이에 위치시킨다." 라비 슐로모 간츠프리드(19세기)에 따르면 마곡은 몽골인을 의미한다. 그는 중국의 만리장성을 '마곡'이라는 이름으로 언급한 아랍 작가를 인용한다.
요르다네스의 《게티카》(551년)와 《브리튼인의 역사》는 마곡을 고트족의 조상으로 언급하지만, 이시도루스 히스팔렌시스(c. 635년)는 이 식별이 "마지막 음절의 유사성 때문에" 인기가 있었다고 주장한다 (어원집, IX, 89). 요하네스 마그누스(1488~1544)는 마곡이 홍수 88년 후에 핀란드를 거쳐 스칸디나비아로 이주했으며, 그의 다섯 아들이 수엔노(스웨덴인의 조상), 게타르(또는 곡, 고트족의 조상), 우보(나중에 스웨덴을 통치하고 감라웁살라를 건설), 토르, 그리고 게르만이라고 말했다. 마그누스의 설명은 오랫동안 스웨덴 궁정에서 받아들여졌고, 심지어 스웨덴 군주의 왕조 번호가 그에 따라 재조정되는 원인이 되었다. 스웨덴의 크리스티나 여왕은 자신을 마곡까지 거슬러 올라가는 왕 목록에서 249번째로 여겼다. 마그누스는 또한 다니엘 유슬레니우스(1676~1752)와 같은 여러 후대 역사가들에게 영향을 미쳤는데, 그는 핀란드 민족의 뿌리를 마곡에서 찾았다.
여러 중세 아일랜드 연대기, 특히 《학자의 지침서》와 《에린 침략의 서》에 따르면, 아일랜드 민족은 스키타이 출신 야벳의 아들 마곡의 후손을 포함하는 복합 민족이다. 바트 막 마곡(보아트), 욥핫, 파토크타는 마곡의 세 아들이다. 페니우스 파르사이드, 파르홀론, 네메드, 피르 볼그, 투아하 데 다난, 그리고 밀레시안이 마곡의 후손들이다. 마곡은 또한 헤베르라는 손자를 두었으며, 그의 자손들은 지중해 전역으로 퍼져나갔다고 전해진다.
또한 중세 헝가리 전설에 따르면 훈족과 마자르족은 홍수 후 아조프 해변에 살면서 알란인 출신 아내를 맞이한 후노르와 마고르라는 쌍둥이 형제에게서 유래했다고 한다. 14세기의 《삽화연대기》에 실린 이 전설의 버전은 이 마고르를 야벳의 아들 마곡의 후손으로 지목한다.

## 이슬람에서

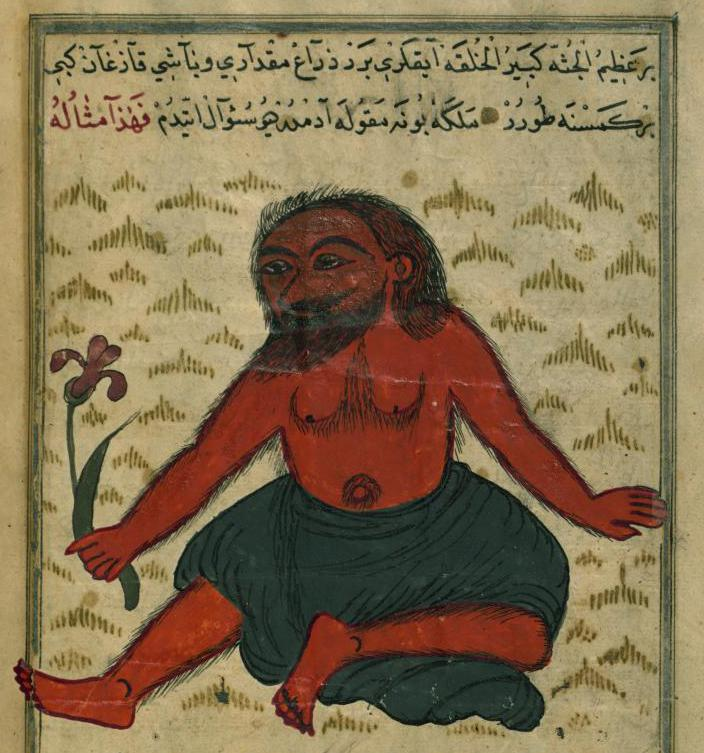
무함마드 이븐 무함마드 샤키르 루즈마-'이 나타니의 곡과 마곡 괴물

마곡이 쿠란 및 기타 이슬람 문헌에 등장하는 것은 주로 곡과 마곡(아랍어: 야주즈 와 마주즈)의 한 쌍으로서 그의 묵시록적 명성 때문이다. 쿠란(서기 7세기 초)의 알-카흐프("동굴", 18:83~98) 수라에서 줄카르나인("두 뿔 달린 자")이라는 인물이 두 산 사이의 고개에 있는 먼 땅으로 여행을 떠나 그곳에서 곡과 마곡의 악행으로 고통받는 사람들을 만난다. 줄카르나인은 곡과 마곡을 막기 위해 구리와 철로 벽을 만들지만, 마지막 시대에는 그 벽이 제거될 것이라고 경고한다. 수라 21장 알-안비야("예언자들")에서는 그 벽이 다시 언급된다. 여기서 알라께서는 그의 선지자(무함마드)에게 "우리가 멸망시킨 도시는 곡과 마곡의 둑이 열리고 너희가 모든 높은 곳에서 그들이 내려오는 것을 볼 때까지는 결코 돌아오지 못하리라"라고 말씀하신다.

## 대중문화에서
- TV 시리즈 《슈퍼내추럴》 시즌 13 에피소드 "선한 의도"에서 마곡은 곡이라는 다른 전사와 함께 나타난다. 그들은 주인공인 카스티엘과 딘 윈체스터와 싸운다. 딘이 그들을 죽인 후, 마곡과 곡은 돌과 모래로 이루어진 원시적인 짐승으로 밝혀지는데, 카스티엘은 그들이 대홍수 때 멸종했다고 믿었던 종류의 생물이다.
- 1972년 제네시스의 23분짜리 대곡 "서퍼스 레디"에서는 6번째 섹션 "묵시록 9/8 (맛있는 재능을 가진 개블 래칫 공동 주연)"에서 "마곡의 수호병"이 언급된다. 이 노래의 라이브 공연 동안 리드 싱어 피터 가브리엘은 마곡을 나타내는 의상을 입었다.
- TV 시리즈 《안드로메다》에서 마곡은 지구를 공격하여 인구를 대량 살상하는 적대적인 외계 종족으로 묘사된다. 그들은 인간 숙주에게 알을 낳아 번식하며, 태어날 때 숙주를 먹어치운다.
- 《오드월드》 비디오 게임 시리즈에서 모든 게임에서 주인공에 맞서는 악랄한 대기업은 마곡 카르텔이라고 불린다.

## 참고 문헌
- (프랑스어) Jocelyn Rochat,  "George W. Bush et le Code Ezéchiel", Allez savoir !, no. 39, September 2007.